# ایساکی ۶۹۲۰
سیارک ۶۹۲۰ (به انگلیسی: 6920 Esaki، نامگذاری:1993JE) شش هزار و نهصد و بیستمین سیارک کشف شده‌است که در ۱۴ مه ۱۹۹۳ کشف شد.
قدر مطلق سیارک برابر ۱۲٫۹۰ است.